# Уоррен (Мичиган)
Уо́ррен (англ. Warren) — город в округе Маком, в американском штате Мичиган. Население 134 056 человек (2010), делает Уоррен самым крупным городом в округе Маком и третьим по величине городом в штате Мичиган. Нынешний мэр Джеймс П. Фоутс, который был избран на свой первый срок мэра в ноябре 2007 года.

## Промышленность

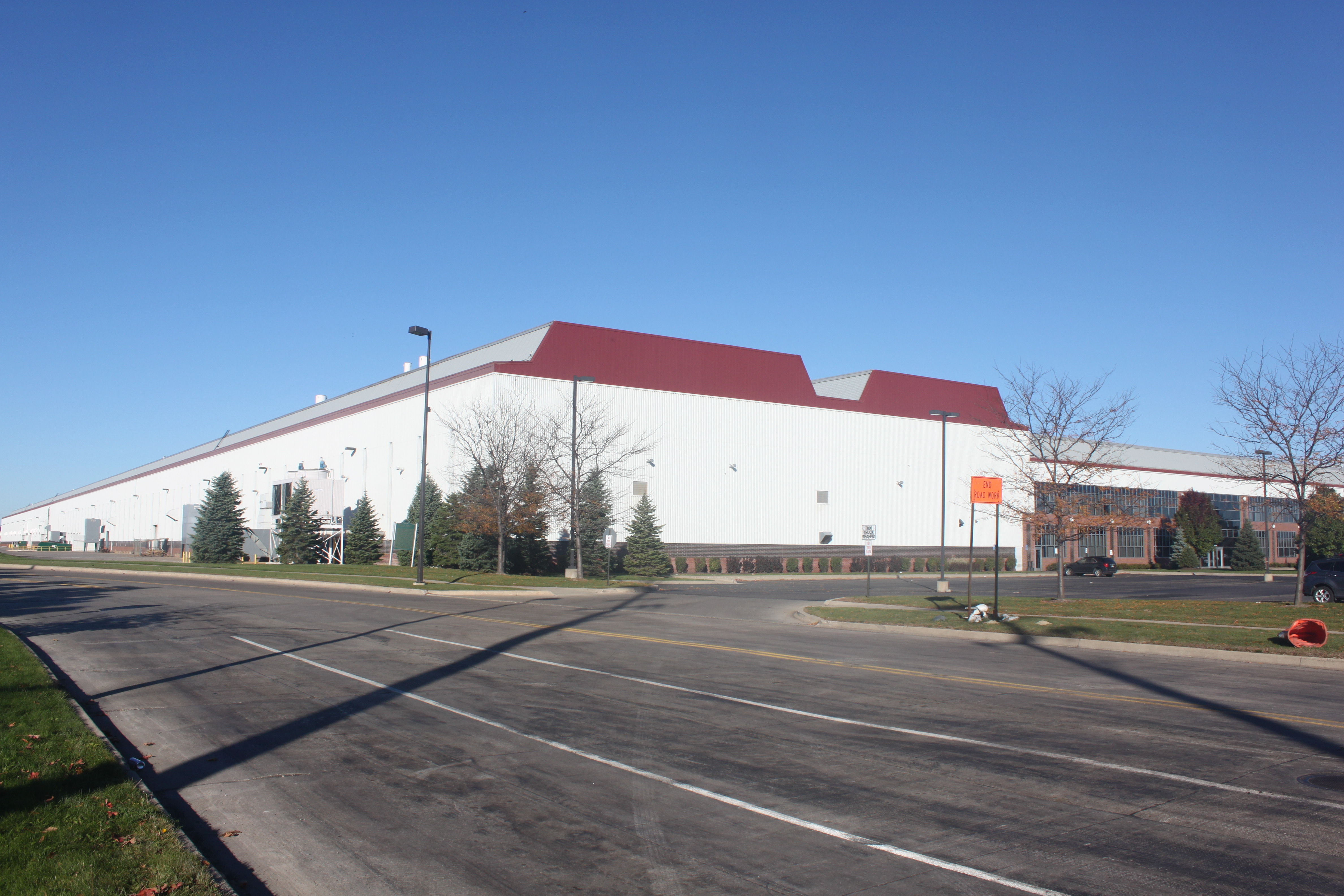
Детройтский танковый арсенал — некогда крупнейшее танкостроительное предприятие в мире, был построен по проекту Альберта Кана, проектировавшего советские заводы

После того, как в 1940—1941 г. на пустыре в 138 гектар был за год возведен и запущен в эксплуатацию Детройтский танковый арсенал, быстро ставший крупнейшим танкостроительным предприятием в мире (там же, прямо на территории завода располагалось Главное автобронетанковое управление Армии США), за Уорреном закрепилась слава «танковой столицы мира». За время Второй мировой войны, Детройтский арсенал выпустил танков больше, чем вся танкостроительная промышленность Третьего рейха.